# 拉普拉 (瑞士)
拉普拉（法語：La Praz）是瑞士联邦西部法语区的沃州下设的一个镇。在行政上属于沃州北汝拉区管辖。拉普拉的总面积为5.12平方公里。截至2010年底，总人口为169。